# Haberfield
Haberfield è un sobborgo di Sydney, nello Stato del Nuovo Galles del Sud, Australia. Haberfield è situata 9 km ad ovest dalla City di Sydney e fa parte della Municipalità di Ashfield.
Confina ad est col Canale Hawthorne, a nordovest col canale di Iron Cove Creek e a sudest con Parramatta Road. La sua strada principale è Ramsay Street.

## Storia
Nicholas Bayly, un militare, ricevette in concessione un terreno nel 1803 ma due anni dopo lo vendette a Simeon Lord che chiamò l'area Dobroyde Estate.
Lord Simeon diede la terra a sua figlia Sarah Ann e al suo neo-marito David Ramsay come dono per il loro matrimonio nel 1825.
L'area fu di proprietà della famiglia Ramsay fino alla fine del secolo.
I Ramsay piantarono frutteti ed edificarono un gran numero di abitazioni per vari membri della famiglia e per la chiesa presbiteriana di St David. Inoltre crearono quattro delle attuali strade di Haberfield: Ramsay St (il cui nome originale era Scotland St), Dalhousie St, Boomerang St e Waratah St.
Nel 1901 il proprietario terriero Richard Stanton acquistò 50 acri di terreno da due figli di Ramsay e suddivise l'area per creare un borgo giardino, in risposta alle recenti epidemie di peste dilaganti nella città di Sydney.
Stanton chiamò il sobborgo Haberfield, il cognome dei suoi antenati inglesi.

## Patrimonio protetto
La maggior parte degli edifici di Haberfield sono tutelati dal cosiddetto heritage order, grazie al quale sussistono originali edifici Vittoriani ed edifici stile Federazione.

## Influenza italiana
Haberfield, come il limitrofo sobborgo di Leichhardt, ha una forte influenza italiana che è molto evidente nei negozi lungo Ramsay Street vicino all'incrocio con Dalhousie Street. 
Oltre a bar, ristoranti e pizzerie, sono presenti negozi di pasta fresca, panifici tradizionali italiani, pasticcerie, gastronomie e salumerie italiane, molti di questi negozi hanno ricevuto riconoscimenti per la loro qualità.

## Architetture religiose
Haberfield ha quattro chiese storiche tutte su Dalhousie Street:
quella anglicana di St Oswalds, quella cattolica di Saint Joan of Arc, quella presbiteriana di St Davids e quella battista.

## Società

### Evoluzione demografica
Secondo i dati forniti dall'Australian Bureau of Statistics, Haberfield nell'anno 2006 aveva 6 733 abitanti con un'alta percentuale di italiani.
Tra le mura domestiche il 30,4% dei residenti parla la lingua italiana, il 2,2% il greco, l'1% lo spagnolo e lo 0.9% il cantonese. L'alta percentuale di residenti di origine italiana contribuisce ad un'altrettanta alta percentuale di individui che professano la religione Cattolica (56,6%) più del doppio della media nazionale.
In base al luogo di nascita gli abitanti di Haberfield erano:
| Pos. | Paese di nascita | Popolazione |
| ---- | ---------------- | ----------- |
| 1    | Australia        | 4.125       |
| 2    | Italia           | 1.296       |
| 3    | Inghilterra      | 165         |
| 3    | Nuova Zelanda    | 87          |
| 5    | Grecia           | 64          |
| 6    | Cina             | 48          |

## Galleria d'immagini

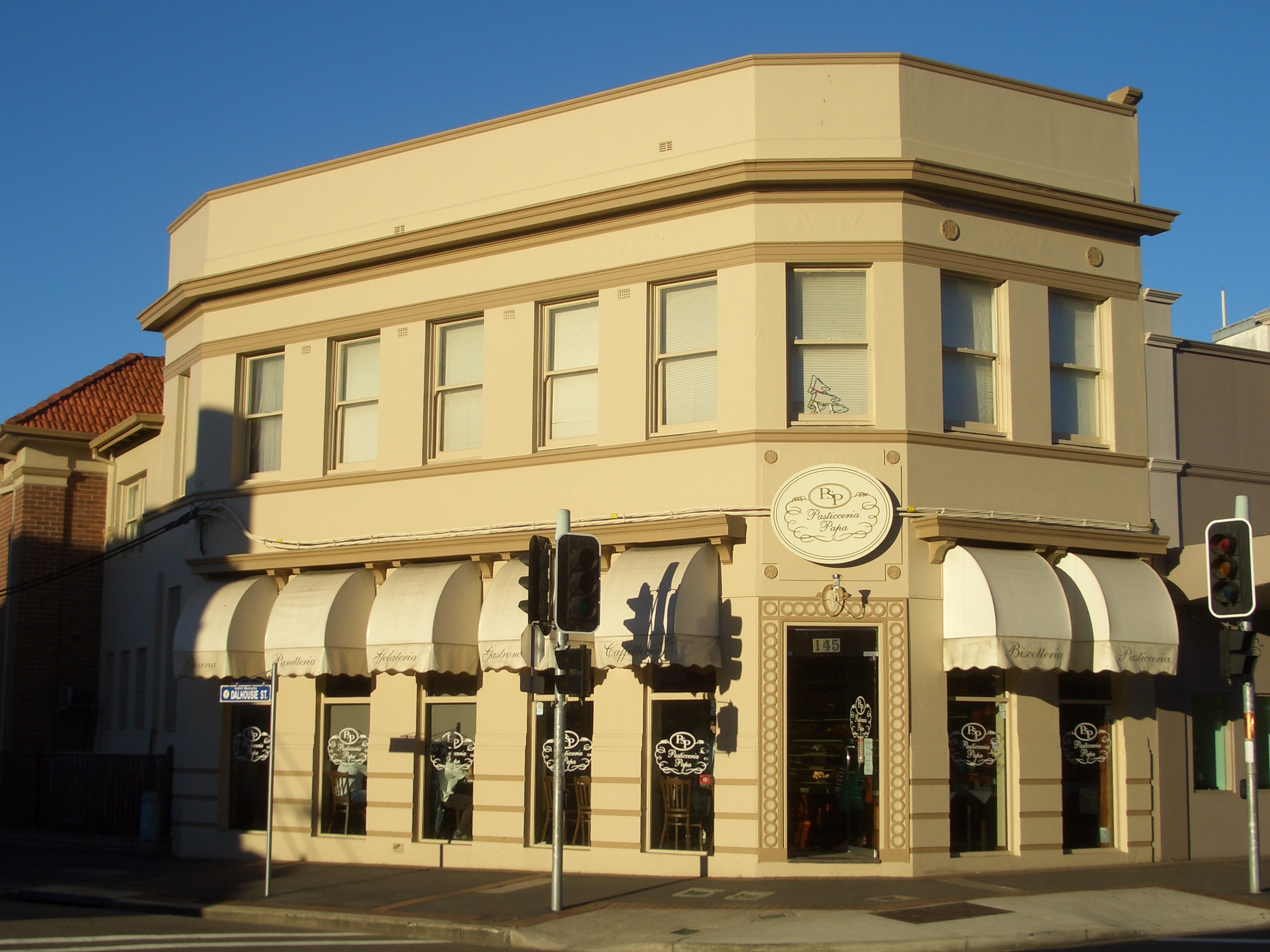
Pasticceria Papa
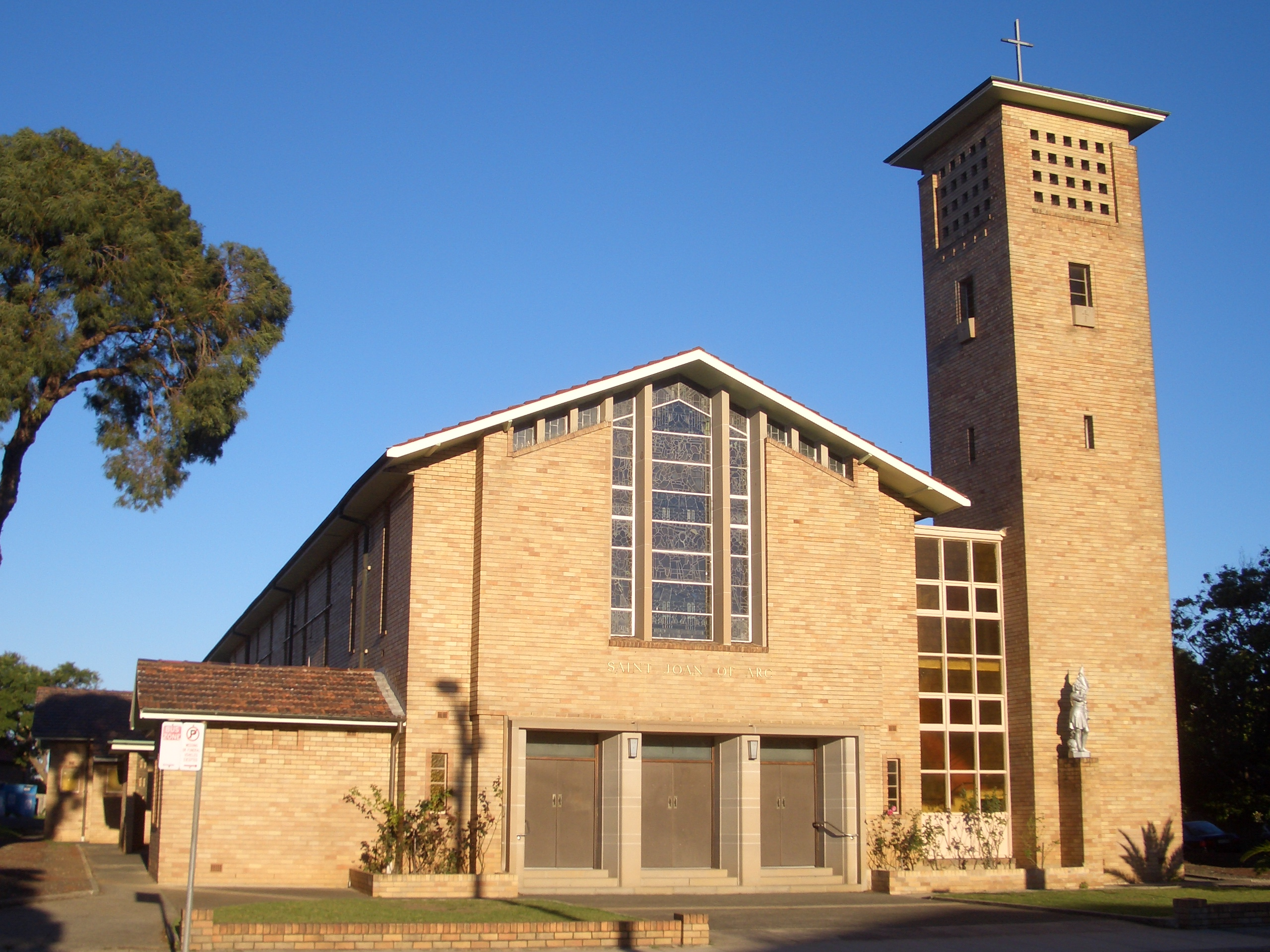
Chiesa Cattolica di Saint Joan of
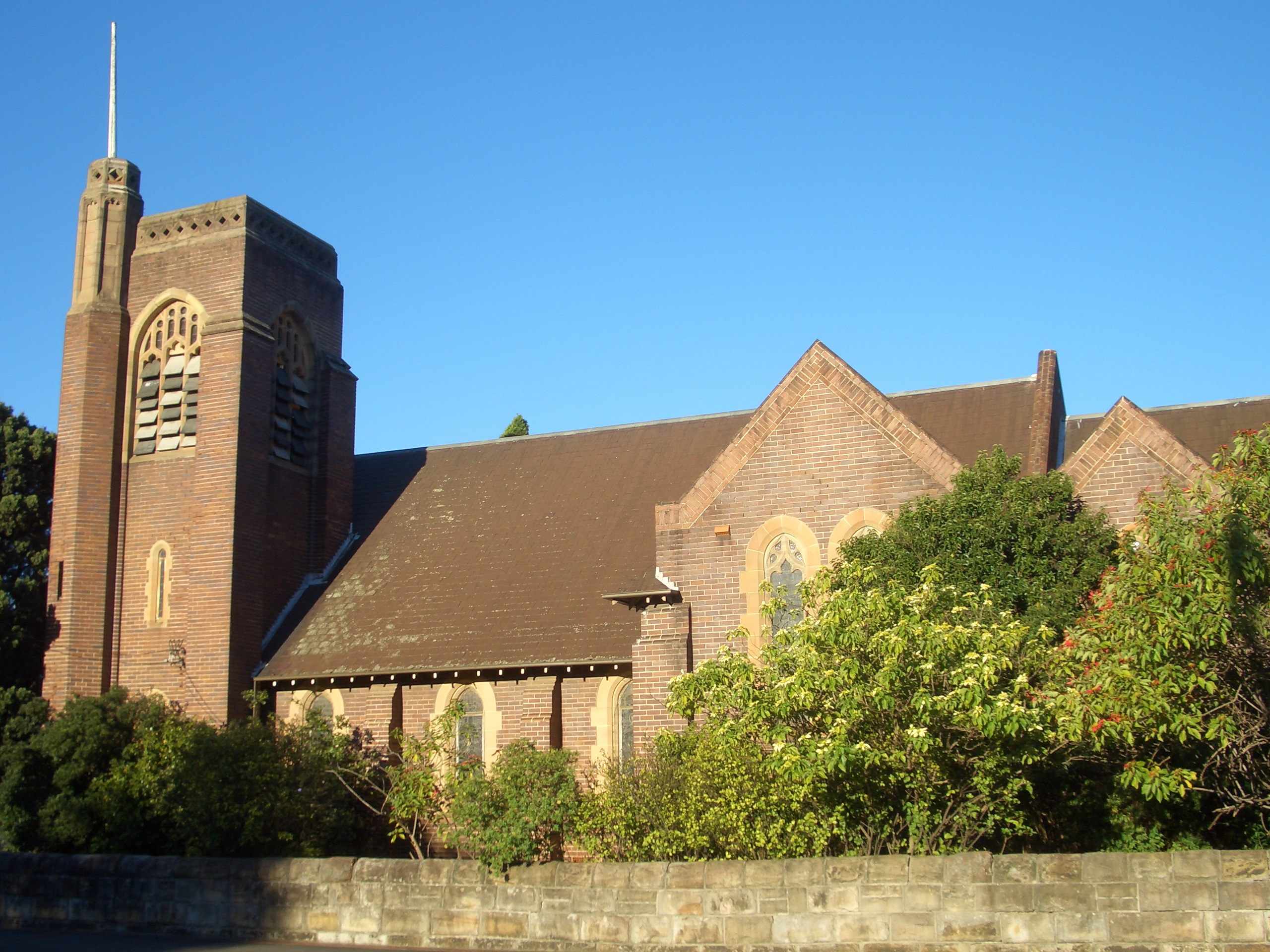
Chiesa Anglicana di St Oswalds